# Distretto di Xishi
Il distretto di Xishi (西市区S, Xīshì QūP) è un distretto della Cina, situato nella provincia di Liaoning e amministrato dalla prefettura di Yingkou.